# Isonychus murinus
Isonychus murinus är en skalbaggsart som beskrevs av Blanchard 1850. Isonychus murinus ingår i släktet Isonychus och familjen Melolonthidae. Inga underarter finns listade i Catalogue of Life.